# Witz Béla
Witz Béla (Zsablya, 1889. február 18. – Esztergom, 1962. június 13.) római katolikus kanonok, szerzetes, cserkészvezető, címzetes dömösi prépost, országgyűlési képviselő.

## Élete
1889-ben született Zsablyán, Bács-Bodrog vármegyében, római katolikus családban. Az esztergomi bencés gimnáziumban érettségizett, majd a bécsi Pázmáneumba került és a bécsi tudományegyetem teológiai karán folytatta tanulmányait. Felszentelése után a papi pályáját 1912-ben az Esztergom vármegyei Kőhídgyarmaton kezdte, mint káplán, de már a következő évben Budapestre került, mint székesfővárosi hitoktató.
Az első világháború idején a budapesti katolikus Patronage kórházának volt a lelkésze, 1918-tól pedig közel két évtizednyi időn át (1935-ig) a Regnum Marianum (RM) tagja volt. Tíz éven át vezette az RM Turul cserkészraját, később pedig a közösség házfőnöke lett. E minőségében, munkásságával jelentősen elősegítette, hogy a közösség oltalma alatt szociális intézmények létesülhessenek; főként a tanonc- és iparoskérdéseket karolta fel. 1936-ban a budapesti Szent István-bazilika plébánosának választották meg.
A Magyar Cserkész Szövetség már 1921-ben országos elnökévé választotta meg, és tíz éven át tartó elnöksége alatt nagy mértékben kibontakozott a magyar cserkészmozgalom. Gyors ütemben alakultak az újabb és újabb csapatok, 1923-ban már tízezer gyerek vett részt cserkésztáborokban, 180 helyszínen. Működése idején állították a cserkészetet a nemzetvédelem szolgálatába, ekkor indultak olyan specifikus ágazatok, mint a vízicserkészet, a céllövészet, a síelés és a cserkészrepülés.
Egyik alapítója volt a cserkészet társadalmi hátteréül szolgáló Cserkész Nagytanácsnak is. Szívós munkájával elérte, hogy Magyarország is részt vehessen az 1924. évi koppenhágai dzsemborin, ahol a magyar csapat a megrendezett versenyekben, Amerika és Anglia után a harmadik helyezést érte el. Szintén elnökségi idejéhez fűződik a hédervári cserkésztisztképző táborok megindítása 1925-ben és a megyeri Nemzeti Nagytábor megrendezése 1926-ban, ahol akkor 8000 cserkész táborozott.
További cserkészvezetői eredményei közt említhető az 1927-ben megvalósult Cserkészház, az újpesti Népszigeten létesített, 300 csónakot befogadni képes vízitelep, a hárshegyi Cserkészpark létrejötte és a Cserkészbolt megnyitása. A dániai sikereken felbuzdulva a későbbi években is sokat tett annak érdekében, hogy a nemzetközi cserkész-dzsemborikon Magyarország mindig méltóképpen szerepeljen. E fáradozásai nem is maradtak eredménytelenek, hiszen 1929-ben, az Angliában tartott 3. dzsemborin a mintegy 850 fős magyar csapat bizonyult a legjobbnak, és hazánk részben ennek köszönhetően nyerte el az 1933. évi, 4. világdzsembori rendezésének jogát.
Elnöki posztjáról történő leköszönése után is tiszteletbeli elnök maradt a Magyar Cserkész Szövetség szervezetén belül, és e minőségében még később is aktívan igyekezett kivenni a részét a szövetség irányításából. Cserkészvezetői munkásságának 25 éves évfordulóján kormányzói elismerésben részesült.
Az 1939. évi általános választáson a Magyar Élet Pártjának (MÉP) Fejér vármegyei listáján szerepelt, mint a Keresztény Gazdasági Párt jelöltje, és mivel a Nyilaskeresztes Párt listájának ajánlását nem fogadták el, a MÉP-lista egyhangúlag győzött. Tasnádi Nagy András listavezető lemondása után pedig, mint első pótképviselőt, Witz Bélát hívták be a képviselőházba. Miután azonban a Közigazgatási Bíróság helyt adott a Nyilaskeresztes Párt panaszának és megsemmisítette a választást, az új választáson már nem indult el.